# Grande Exército Pagão

Um mapa com as rotas tomadas pelo Grande Exército Pagão de 865 á 878

O Grande Exército Viquingue ou Grande Exército Dinamarquês, conhecido pelos Anglo-saxões como o Grande Exército Pagão (em inglês antigo: mycel heathen here), foi uma coalizão de guerreiros nórdicos (vikings) originalmente da Dinamarca, da Noruega e Suécia (os danos, noruegueses, suíones e hiberno-nórdicos) que se uniram sob um comando unificado para invadir os quatro reinos Anglo-Saxões que constituíam a Inglaterra em 865.
Desde o século VIII, os viquingues utilizavam a tática de ataques relâmpagos a centros de riqueza, como mosteiros. Entretanto, a intenção do Grande Exército foi diferente. Ele era muito maior do que de costume e seu objetivo era conquistar.
O nome Grande Exército Pagão veio do Crônica Anglo-Saxônica de 865. A historia conta que os homens foram liderados pelos filhos de Ragnar Lodbrok. A campanha de invasão e conquista contra os quatro reinos Anglo-Saxões durou 14 anos. Ao contrário dos exércitos escandinavos do período, as fontes sobreviventes não dão indicações concretas de números, mas foi claramente o maior já formado.
Os invasores inicialmente desembarcaram na Anglia Oriental, onde o rei lhes deu cavalos para a sua campanha em troca da paz. Eles passaram o inverno de 865-66 em Thetford, antes de marchar para o norte para tomar Iorque, em Novembro de 866. Iorque tinha sido fundada como fortaleza legionária romana de Eboraco e revivida como o porto comercial Anglo-Saxão de Eoforvico.
Em 868, o exército marchou para a Mercia e passou o inverno em Nottingham, onde foi cercado por uma força conjunta dos reinos de Mercia e Wessex. Com nenhum progresso sendo feito, os Mércios fizeram um acordo com o exército viquingue, que se moveu de volta para Iorque durante o inverno de 869-70. Em 870, o Grande Exército voltou para a Anglia Oriental, conquistando-a e matando seu rei. O exército moveu-se para para os acampamentos em Thetford. Em 871, os viquingues se moveram para Wessex, onde Alfredo, o Grande estava disposto a pagar-lhes para sair. O exército, em seguida, marchou para Londres para passar o inverno de 872 antes de voltar para a Nortúmbria, em 873. Ele retornaram novamente para Mercia, conquistando-a em 874 e passaram o inverno em Repton no rio Trent. Nessa altura, apenas o reino de Wessex não havia sido conquistado pelos viquingues. Isso acabou em 875, quando o exército começou a sua segunda invasão á Wessex. Depois de alguns contratempos, Alfredo, o Grande derrotou os viquingues na Batalha de Ethandun, e um tratado foi feito, em que os viquingues mantiveram o controle de grande parte do norte e leste da Inglaterra.

## Fatos antecedentes
As invasões viquingues começaram na Inglaterra no final do século VIII, principalmente em mosteiros. A primeira invasão de mosteiro ocorreu em 793 em Lindisfarne, na costa nordeste; a Crônica Anglo-Saxônica descreveu os viquingues como "homens pagãos". O mosteiro e a igrejas minster foram alvos populares pois eles eram vulneráveis e tinham objetos de valor. A Crônica Anglo-Saxônica diz que no ano 840 Etelvulfo de Wessex foi derrotado em Carhampton, Somerset, depois de 35 navios viquingues desembarcarem na área. Os Anais de São Bertino também relataram o incidente, afirmando:

Os Homens do Norte fizeram um grande ataque na ilha da Grã-Bretanha. Depois de uma batalha que durou três dias, os nórdicos foram os vencedores - saquearam, pilharam e mataram todos em todos os lugares. Eles exerciam o poder sobre a terra à vontade.

Apesar deste revés, Etelvulfo teve algum sucesso contra os viquingues. A Crônica Anglo-Saxônica tem repetido referências durante o seu reinado de vitórias ganhas por ealdormens com os homens de seus condados. No entanto, a invasão continuou entre idas e vindas até que na década de 860, quando, ao vez de invadir, os viquingues mudaram suas táticas e enviaram um grande exército para invadir a Inglaterra. Este exército foi descrito pela Crônica Anglo-Saxônica como um "Grande Exército Pagão" (em Inglês Antigo: mycel hæþen here ou  mycel heathen here).

### O tamanho do exército

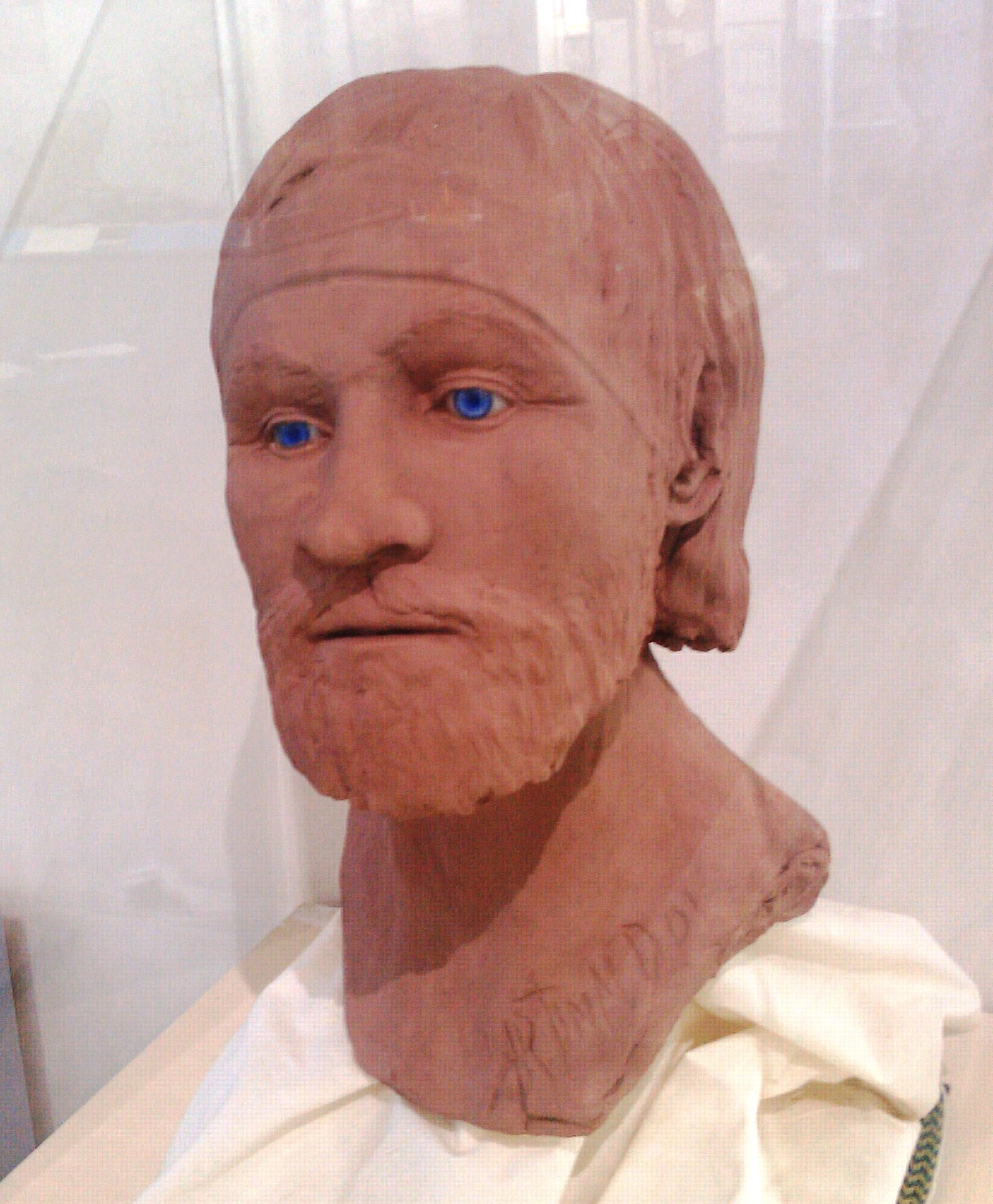
A reconstrução de um viquingue de Repton na Mercia. Esta reconstrução foi feita em 1985 pela BBC para um programa chamado Blood of the Vikings baseado num crânio e espada encontrado no cemitério fora da St. Wystan's Church, Repton. Este modelo está agora no Derby Museum

Os historiadores fornecem várias estimativas para o tamanho do Grande Exército Pagão. De acordo com os estudiosos "minimalistas", como Pete Sawyer, o exército pode ter sido menor do que tradicionalmente considerado. Sawyer observa que a Crônica Anglo-Saxônica de 865 refere-se à força viquingue como um Exército Pagão, ou em Inglês Antigo: "hæþen here".
O código de leis do rei Ine de Wessex, emitido em cerca de 694, fornece uma definição para here como "um exército invasor com mais de trinta e cinco homens", diferenciando, assim, a definição para o exército viquingue invasor e o exército Anglo-Saxão que foi referido como fyrd. Os escribas que escreveram a Crônica Anglo-Saxônica usaram o termo here para descrever as forças viquingues. O historiador Richard Abels sugeriu que a palavra foi usada para diferenciar os grupos viquingues das forças militares organizadas pelo Estado ou pela coroa. No entanto, no final do século X e no início do século XI, here foi utilizado mais geralmente para definir um exército, viquingue ou não.
Sawyer produziu uma tabela com números dos navios viquingues, conforme documentado na Crônica Anglo-Saxônica, e assume que cada navio viquingue poderia levar não mais que 32 homens, levando a conclusão de que o exército consistia em não mais de 1.000 homens. Outros estudiosos dão estimativas mais altas. Por exemplo, Laurent Mazet-Harhoff observa que muitos milhares de homens foram envolvidos nas invasões da área de Seine. No entanto, Mazet-Harhoff diz que as bases militares que puderam acomodar estes grande número de pessoas ainda têm de ser redescobertas. Guy Halshall relatou que, na década de 1990, vários historiadores sugeriram que o Grande Exército Pagão teria seu número em alguns milhares; no entanto, Halshall informa que "claramente ainda há muito espaço para debate".
O exército provavelmente se desenvolveu a partir das campanhas na França. Na França, houve um conflito entre o Imperador e seus filhos, e um dos filhos tinha acolhido o apoio de uma frota viquingue. No momento em que a guerra tinha terminado, os viquingues tinham descoberto que os mosteiros e cidades situados as margens de rios navegáveis eram vulneráveis a ataques. Em 845, uma invasão em Paris foi impedido por causa de um grande pagamento de prata aos viquingues. A oportunidade de colheitas ricas atraiu outros viquingues para a área, e até o final da década todos os principais rios do Oeste da França estavam sendo patrulhados por frotas viquingues. Em 862, o rei franco fortaleceu suas cidades e defendeu seus rios em resposta aos viquingues, tornando assim difícil haver uma invasão do interior. O curso inferior dos rios e das regiões costeiras foram deixadas em grande parte indefesos. As comunidades religiosas nessas áreas, no entanto, optaram por mudar-se para o interior longe dos alcances das frotas viquingues. Como a França dificultava mais uma invasão, os viquingues voltaram sua atenção para a Inglaterra.

## Invasão da Inglaterra

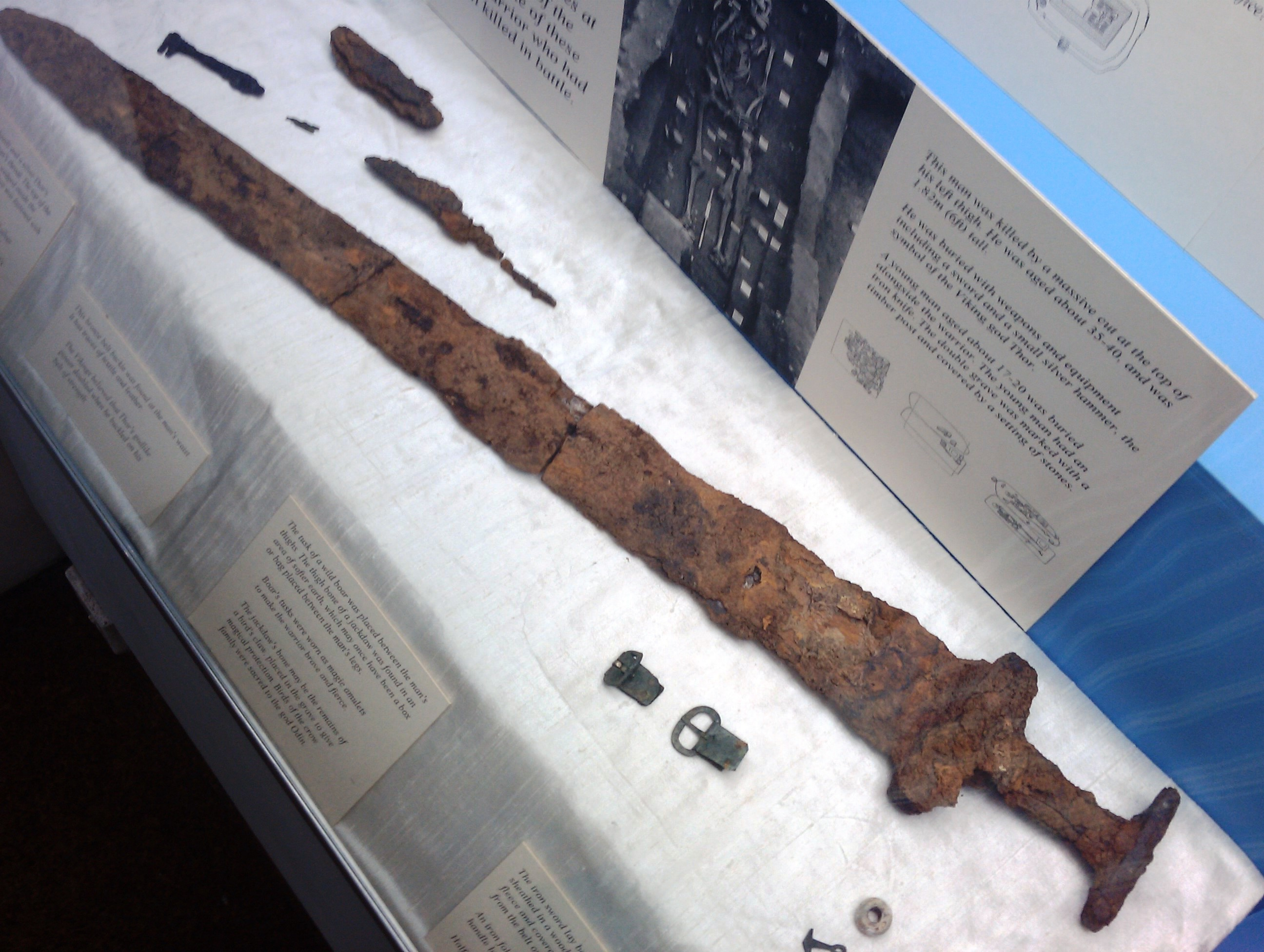
Uma espada original viquingue enterrada em Mércia. Atualmente está em exposição no museu de Derby.

O termo vikingr significa pirata, e as heres viquingues podem ter incluído guerreiros de outras nacionalidades em vez de apenas escandinavas. Os líderes viquingues, muitas vezes se juntam para benefício mútuo e, em seguida, se separavam uma vez que o lucro tivesse sido alcançado. Vários dos líderes viquingues que tinham sido ativos na França e Frisia uniram forças para conquistar os quatro reinos que constituíam a Inglaterra anglo-saxã. A força composta provavelmente continha homens da Dinamarca, Noruega, Suécia e Irlanda, bem como aqueles que tinham lutado no continente. O historiador anglo-saxão Etelvardo foi muito específico em seus registros e afirmou que "as frotas de Ivar, o Desossado desembarcaram na Inglaterra pelo norte."
A maioria do exército consistia em viquingues dinamarqueses e noruegueses, que, antes teriam invadido a França e Frísia. Alguns dos bens descobertos nas covas de Repton, onde o Grande Exército Pagão passou o inverno em 874, eram de origem norueguesa, indicando que parte do exército era susceptível de ter elementos contidos de viquingues noruegueses, que teriam operado na Grã-Bretanha, invadindo e conquistando terras ao redor do Mar da Irlanda. O Grande Exército Pagão também teria guerreiros independentes, ou liðs, que se reuniam sob uma liderança comum.
Os viquingues foram derrotados pelo rei anglo-saxão Etelvulfo em 851, então ao invés de Wessex eles decidiram ir para o norte em direção á Ânglia Oriental. A lenda conta que o exército foi liderado pelos três filhos de Ragnar Lodbrok: Ivar, o Desossado, Haldano e Uba. A invasão teria sido uma resposta á morte de seu pai pelas mãos de Ela da Nortúmbria, mas a historicidade desse motivo é incerta.